# Charlie y la fábrica de chocolate (videojuegos)
Charlie and the Chocolate Factory (Charlie y la fábrica de chocolate en español) son videojuegos basados en la película del mismo nombre y fueron desarrollados en 1985 y 2005.

## Charlie y la fábrica de chocolate (1985)
Charlie y la fábrica de chocolate es un videojuego de 1985 basado en el libro del mismo nombre. Fue lanzado para la plataforma de ZX Spectrum, fue desarrollado por Soft Option, Ltd. y distribuido por Hill MacGibbon.

### Información general
El juego consiste en 5 sub-juegos, 4 de arcade y 1 de aventura arcade. Los cuatro primeros se deben completar para acceder a la parte final.
En la primera parte, el jugador debe hacer Augustus Gloop flotan en un matraz mediante el ajuste de las direcciones de una selección de los tubos. La segunda parte requiere que el evitar de arándanos lanzada por Violeta Beauregarde. En el tercer juego Veruca Salt tiene que esquivar las ardillas. En el cuarto juego Mike Teevee tiene que evitar los hombres de televisión durante la percepción de las barras de chocolate. La parte final es un Jet Set Willy-style de juego donde el jugador debe recoger seis llaves de oro.

### Recepción
- Sinclair User dijo que "empalaga después de un breve periodo de tiempo". Sin embargo, como el paquete se compone de cinco juegos y el libro debe representar un valor razonable para el dinero".[1]

- Your Spectrum dijo que "el paquete era demasiado caro, con el mejor tema siendo el libro" y "Viendo como Roald Dahl es generalmente conocido por sus historias de terror, es probable que seas muy feliz con la versión Spectrum".[2]

## Charlie y la fábrica de chocolate (2005)
Charlie y la fábrica de chocolate es un videojuego de 2005 que fue lanzado para las consolas de XBOX, PlayStation 2, Nintendo GameCube, Game Boy Advance y Microsoft Windows. Se basa en la película del mismo nombre producida por Tim Burton. El juego fue lanzado a mediados de año para coincidir con el lanzamiento de la película en los cines.
La mayoría de los actores del videojuego usan las mismas voces con excepción      de Johnny Depp,que James Arnold Taylor fue utilizado en su lugar como la voz de Willy Wonka.
Para la música del videojuego fue creado por Winifred Phillips y producida por Winnie Waldron.

### Información general
El primer objetivo del juego es ayudar a Charlie a encontrar dinero para comprar una barra de Wonka para ganar un Billete Dorado. Esto se hace al principio del juego, mientras que dar un tutorial de lo que los controles se necesitarán durante las etapas futuras.
La parte principal del juego tiene lugar en la fábrica de chocolate donde los Oompa Loompas ayudan al jugador a través de cada nivel. Al darles órdenes, Charlie termina cada desafío y progresa en el juego. Cada Oompa Loompa se especializa en diferentes tareas, tales como eléctricos de trabajo, la cosecha y de soldadura. Candy se encuentra dispersa a lo largo de los niveles y cuando se recoge que impulsa la energía de Charlie.
Cada nivel es muy similar a la trama de la película de 2005. Por ejemplo, Charlie debe ayudar a Willy Wonka quitar a Augustus Gloop de la tubería sobre el río de chocolate. Se debe tirar a Violeta Beauregarde a la sala de jugos y el jugo de ella. Cuando Veruca Salt se produce por el canal de basura, el objetivo del jugador consiste en fijar la incineradora. Durante el juego los Oompa Loompas debe ayudar a Charlie devolver la fábrica de chocolate vuelve a la normalidad mediante la fijación de los errores que los niños auto-indulgente hecho.

### Críticas
Aunque el juego tiene una historia interesante, la mayoría de los críticos le dan las calificaciones negativas en su mayoría.
- IGN le dio al juego una calificación general de 4,5 de 10.[5] También IGN calificó a la banda sonora "la música suena mal y la atmósfera donde se debe, lo mismo sucede con las canciones dentro de la fábrica".[6][7]

- GameSpot le dio al videojuego la más "pobre "calificación, 4,0 sobre 10.[8]

- PC Gamer calificó al juego de un 22%.

- G4 X-Play le dio la calificación de 1 sobre 5

- Nintendo Power le dio a la versión de consola un 2 sobre 10, porque de control de la cámara es torpe y la inversión de roles. Se argumenta que los lugares se supone que es disfrutable con Willy Wonka y los Oompa-Loompas lugares misteriosos de acuerdo con el libro y mientras que en el juego los lugares fueron espeluznantes y Willy Wonka y los Oompa-Loompas tienen una actitud molestos-alegres.